# Gymnopis
Gymnopis – rodzaj płazów beznogich z rodziny Dermophiidae.

## Rozmieszczenie geograficzne
Rodzaj obejmuje gatunki występujące w stanie Chiapas w Meksyku oraz od Gwatemali do Panamy.

## Systematyka
Rodzaj zdefiniował w 1874 roku niemiecki zoolog Wilhelm Peters w artykule zatytułowanym O nowych płazach (Gymnopis, Siphonops, Polypedates, Rhacophorus, Hyla, Clyclodus, Euprepes, Clemmys), opublikowanym w czasopiśmie „Monatsberichte der Königlichen Preussische Akademie des Wissenschaften zu Berlin”. Gatunkiem typowym jest (oznaczenie monotypowe) robacznik segmentowany (G. multiplicata).

### Etymologia
- Gymnopis (Gymnophis): gr. γυμνος gumnos ‘goły, nagi’; ωψ ōps, ωπος ōpos ‘wygląd’[1].
- Cryptopsophis: gr. κρυπτος kruptos ‘ukryty’[7] ; ψοφος psophos ‘hałas’[8]; οφις ophis, οφεως opheōs ‘wąż’[9]. Gatunek typowy (oznaczenie monotypowe): Cryptopsophis multiplicatus Boulenger, 1883 (= Gymnopis multiplicata Peters, 1874).
- Copeotyphlinus: Edward Drinker Cope (1840–1897), amerykański paleontolog i zoolog; gr. τυφλινης tuphlinēs ‘ślepy wąż, padalec’[4]. Gatunek typowy (oryginalne oznaczenie): Siphonops syntremus Cope, 1866.
- Minascaecilia: Sierra de las Minas, Gwatemala; rodzaj Caecilia Linnaeus, 1758[5]. Gatunek typowy (oryginalne oznaczenie): Minascaecilia sartoria Wake & Campbell, 1983 (= Siphonops syntremus Cope, 1866).

### Podział systematyczny
Do rodzaju należą następujące gatunki:
- Gymnopis multiplicata Peters, 1874 – robacznik segmentowany[10]
- Gymnopis syntrema (Cope, 1866)